# (38694) 2000 QO46
2000 QO46 (asteroide 38694) é um asteroide da cintura principal. Possui uma excentricidade de 0.23789690 e uma inclinação de 4.65555º.
Este asteroide foi descoberto no dia 24 de agosto de 2000 por LINEAR em Socorro.